# Ideopsis zanira
Ideopsis zanira är en fjärilsart som beskrevs av Hans Fruhstorfer 1904. Ideopsis zanira ingår i släktet Ideopsis och familjen praktfjärilar. Inga underarter finns listade i Catalogue of Life.